# Olivier Renet
Olivier Renet (ur. 21 grudnia 1964) – francuski szachista, arcymistrz od 1990 roku.

## Kariera szachowa
W roku 1984 w Groningen reprezentował Francję na mistrzostwach Europy juniorów do lat 20, dzieląc VII-XI miejsce (wraz z m.in. Gadem Rechlisem i Jeroenem Piketem). W 1987 podzielił III miejsce (za Johnem Fedorowiczem i Borisem Gulko, wraz z Borisem Spasskim) w Cannes, zajął II miejsce (za Miodragiem Todorčeviciem) w turnieju strefowym (eliminacji mistrzostw świata) w Budelu, był trzeci w Altensteigu (za Ľubomírem Ftáčnikiem i Geraldem Hertneckiem) oraz pokonał 3½ – 2½ Zsuzsę Polgár w meczu rozegranym w Breście i Paryżu. W kolejnych latach odniósł szereg turniejowych sukcesów, m.in. w Lyonie (1988, III m. za Simenem Agdesteinem i Erikiem Lobronem), Dortmundzie (1989, turniej B, dz.I m. wraz z Matthiasem Wahlsem), Clermont-Ferrand (1989, dz. I m. wraz z Gyula Saxem, Siergiejem Dołmatowem, Jaanem Ehlvestem i Wiktorem Korcznojem), międzynarodowych mistrzostwach Szwajcarii (1992, dz. I Józsefem Horváthem), Gausdal (1992, Troll Masters, dz. I m. wraz z m.in. Władimirem Kramnikiem), Paryżu (1994, II m. za Artaszesem Minasjanem), Belfort (1995, dz. III m. za Manuelem Apicellą i Wiktorem Bołoganem, wraz z Eduardasem Rozentalisem), Linares (1995, turniej strefowy, dz. II m. za Miguelem Illescasem Córdobą, wraz z Anthonym Milesem, Peterem Wellsem, Loekiem van Welym, Paulem van der Sterrenem, Manuelem Apicellą i Johnem van der Wielem) oraz w Naujac-sur-Mer (2002, II m. za Viorelem Iordăchescu).
W latach 80. i 90. należał do podstawowych zawodników reprezentacji kraju. Pomiędzy 1986 a 1996 sześciokrotnie wystąpił na szachowych olimpiadach, w roku 1985 - w drużynowych mistrzostwach świata, a w 1989, 1992 i 1997 - w drużynowych mistrzostwach Europy (w roku 1989 zdobywając złoty medal za indywidualny wynik na I szachownicy). Wielokrotnie startował w finałach indywidualnych mistrzostw Francji, w latach 1986 (Épinal) i 1991 (Montpellier) dwukrotnie zdobywając srebrne medale (w obu przypadkach przegrywając dogrywki o tytuł mistrza kraju, odpowiednio z Gilles'em Mirallèsem i Markiem Santo-Romanem). W roku 2006 zwyciężył w Besançon w sekcji B mistrzostw kraju.
Najwyższy ranking w swojej karierze osiągnął 1 stycznia 1993 roku, z wynikiem 2535 punktów zajmował wówczas 5. miejsce wśród francuskich szachistów.